# 莱茵斯堡
莱茵斯堡（荷蘭語：Rijnsburg，發音：[ˈrɛinzbʏr(ə)x] ⓘ）是荷兰南荷蘭省卡特韦克的一个城区。